# Efferia forbesi
Efferia forbesi är en tvåvingeart som först beskrevs av Charles Howard Curran 1931.  Efferia forbesi ingår i släktet Efferia och familjen rovflugor.
Artens utbredningsområde är Puerto Rico. Inga underarter finns listade i Catalogue of Life.